# Carpentersville
Carpentersville é uma vila localizada no estado americano de Illinois, no Condado de Kane.

## Demografia
Segundo o censo americano de 2000, a sua população era de 30.586 habitantes.
Em 2006, foi estimada uma população de 37.397, um aumento de 6811 (22.3%).

## Geografia
De acordo com o United States Census Bureau tem uma área de
19,7 km², dos quais 19,3 km² cobertos por terra e 0,4 km² cobertos por água.

## Localidades na vizinhança
O diagrama seguinte representa as localidades num raio de 8 km ao redor de Carpentersville.